# 辜朝薦
辜朝薦（1598年—1668年），字端敬，號在公，廣東潮州府揭阳县人，明朝政治人物，同进士出身。

## 生平
天啓四年（1624年）甲子科廣東舉人，崇禎元年（1628年）登戊辰科进士，授桐城县知县，六年應天同考，擢任山东道御史，改户科给事中，復补礼科给事中。
明亡歸乡，永曆即位肇庆，授官太常寺少卿，与大学士何吾驺有隙，故未出任，而往厦门投郑成功，復任御史，与卢若腾、徐孚达等被称为“七公”。南明永曆十八年（1664年）隨鄭經至台灣。康熙七年（1668年）卒，终年70岁。子辜文麟，成年後回鄉。